# 6318 Cronkite
6318 Cronkite è un asteroide areosecante. Scoperto nel 1990, presenta un'orbita caratterizzata da un semiasse maggiore pari a 2,5095050 UA e da un'eccentricità di 0,4649092, inclinata di 25,95139° rispetto all'eclittica.